# Kasatschinskoje (Krasnojarsk)
Kasatschinskoje (russisch Каза́чинское) ist ein großes Dorf (selo) in der Region Krasnojarsk in Russland mit 3864 Einwohnern (Stand 14. Oktober 2010).

## Geographie
Der Ort liegt etwa 190 km Luftlinie nördlich des Regionsverwaltungszentrums Krasnojarsk am westlichen Rand des Jenisseirückens. Er befindet sich am linken Ufer des Jenissei, knapp 30 km unterhalb der Kasatschinsker Stromschnelle (Kasatschinski porog).
Kasatschinskoje ist Verwaltungszentrum des Rajons Kasatschinski sowie Sitz und einzige Ortschaft der Landgemeinde (selskoje posselenije) Kasatschinski selsowet.

## Geschichte
Das Dorf geht auf den 1650 am Weg von Jenisseisk nach Krasnojarsk von den nach Sibirien vordringenden Russen errichteten Ostrog Kasatschi Lug zurück (von russisch kasaki für „Kosaken“). Später siedelten sich dort Bauern und Handwerker an; das Dorf wurde Sitz einer Wolost. Seit 4. April 1924 ist Kasatschinskoje Verwaltungssitz eines nach ihm benannten Rajons.

## Bevölkerungsentwicklung
| Jahr | Einwohner |
| ---- | --------- |
| 1897 | 1337      |
| 1939 | 2468      |
| 1959 | 3165      |
| 1970 | 4125      |
| 1979 | 4091      |
| 1989 | 4876      |
| 2002 | 4050      |
| 2010 | 3864      |

Anmerkung: Volkszählungsdaten

## Verkehr
Kasatschinskoje liegt an der Regionalstraße 04K-044 (Jenisseiski trakt, ehemals R409), die Krasnojarsk mit Jenisseisk verbindet. Einige Kilometer südlich zweigt beim Dorf Galanino in westlicher Richtung die 04K-019 ins benachbarte Rajonzentrum Pirowskoje ab. Die nächstgelegenen Bahnstationen sind an der Zweigstrecke der Transsibirischen Eisenbahn von Atschinsk nach Lessosibirsk Abalakowo unweit von Lessosibirsk sowie Pirowskaja, erreichbar über Pirowskoje, beide per Straße etwa 80 km von Kasatschinskoje entfernt.
Kasatschinskoje besitzt eine Schiffsanlegestelle am Jenissei. Die oberhalb des Dorfes befindliche über 3 km lange Stromschnelle mit einer Fließgeschwindigkeit von bis zu 22 km/h ist der einzige Flussabschnitt Russlands, der bis heute (Stand: 2013) von einigen Schiffen flussaufwärts mit Hilfe eines Seilschiffes überwunden wird.